# Lionel Kieseritzky
Lionel Adalbert Bagration Felix Kieseritzky, né le 20 décembre 1805 en calendrier julien / le 1er janvier 1806 en calendrier grégorien à Dorpat, dans le gouvernement de Livonie (Empire russe) et décédé le 19 mai 1853 dans l'ancien 10e arrondissement de Paris, est un maître d'échecs germano-balte. En 1839, il quitta la Russie et gagna par la suite sa vie à Paris comme joueur d'échecs professionnel.

## Biographie
Lionel était le plus jeune des quatorze enfants de l'avocat Otto Wilhelm Kieseritzky et de son épouse Catharina Felicitas, née von Hoffmann. De 1825 à 1829, il étudia la philologie et le droit à l'Université impériale de sa ville natale, mais ensuite il se tourna vers les mathématiques, puisque de bonne heure c'est là que son talent s'était manifesté. Il était à Dorpat un professeur de mathématiques recherché et apprécié.
Comme joueur d'échecs, il dépassa rapidement ses compatriotes baltes, et la Livonie ne lui offrait plus dans ce domaine de perspectives de progrès. La raison de son émigration en 1839 fut due, cependant, à une autre raison. Kieseritzky fut impliqué dans un procès dont les détails restent obscurs. Bien qu'il eût obtenu gain de cause, il craignait que l'affaire rebondisse et se décida à quitter sa patrie. Il s'installa à Paris et y vécut jusqu'à sa mort à 47 ans.

## Activités dans le monde des échecs
À Paris, il se fit connaître comme joueur professionnel, qu'on voyait régulièrement au célèbre Café de la Régence. Bientôt il fut un grand maître français et finalement en 1851 prit part au tournoi international d'échecs à Londres, où s'affrontaient pour la première fois les meilleurs joueurs d'échecs européens.
Kieseritzky était un excellent joueur de combinaisons et un représentant de ce que l'on appelle l'« école romantique des échecs » . Dans l'histoire des échecs, on se souvient cependant surtout de lui à cause de l'« Immortelle », une partie qu'il a jouée à Londres en 1851 contre Adolf Anderssen. Elle n'a duré qu'une heure, et Kieseritzky l'a perdue après 23 coups. Mais son jeu a conduit à l'un des plus beaux mats et à des combinaisons de sacrifices tels qu'on n'en voit plus jamais dans une partie d'échecs. L'« Immortelle » établit des normes pour l'esthétique et la beauté du jeu d'échecs, et ne sera jamais oubliée. L'affrontement au cours duquel cette partie a été jouée a tourné d'ailleurs à l'avantage de Kieseritzky (+8 -5 = 2).
Parfois décrit comme têtu ou de mauvaise humeur, il a travaillé pendant un certain temps à une variante des échecs en trois dimensions. Ses « échecs dans l'espace » se heurtèrent cependant au refus des élèves et des maîtres, comme le laisse comprendre un rapport d'Anderssen.
C'est en 1851 que Kieseritzky a atteint son meilleur niveau, le classement de Jeff Sonas (en) fait de lui le numéro un mondial.

### Apports à la théorie des ouvertures
Quatre lignes d’ouverture portent son nom :
- Gambit Roi accepté, variante Kieseritsky 1. e4 e5 2. f4 exf4 3. Cf3 g5 4. h4 g4 5. Ce5
- Défense des deux cavaliers, variante Kieseritsky 1. e4 e5 2. Cf3 Cc6 3. Fc4 Cf6 4. Cg5 d5 5. exd5 Ca5 6. d3
- Partie du centre, variante Kieseritsky 1. e4 e5 2. d4 exd4 3. Cf3 c5 4. Fc4 b5
- Gambit Boden-Kieseritsky 1. e4 e5 2. Cc3 Cf6 3. Fc4 Cxe4 4. Cf3